# Kirsten Lapham
Pour les articles homonymes, voir Lapham.
Kirsten Lapham, née le 5 septembre 1989, est une nageuse zimbabwéenne.

## Carrière
Kirsten Lapham obtient la médaille de bronze du 100 mètres dos aux Championnats d'Afrique de natation 2008 à Johannesbourg.
Elle obtient ensuite trois médailles d'argent, dans les relais 4 x 100 mètres nage libre, 4 x 200 mètres nage libre et 4 x 100 mètres quatre nages aux Jeux africains de 2011 à Maputo.